# Георги Харисев
Георги Харисев (на гръцки: Γεώργιος Χαρίσης) е македонски гъркоманин, деец на Гръцката въоръжена пропаганда в Македония от началото на XX век.

## Биография
Роден е в кукушкото гъркоманско село Крондирци, тогава в Османската империя, днес Калиндрия, Гърция. Включва се в гръцката революционна активност в началото на XX век, като става ятак и водач на гръцките чети в района. След това става четник, и е изпратен от Йоанис Марудас с отряд в района на Ениджевардарското езеро, където минава под командването на Телос Агапинос. Сътрудничи на Параскевас Зервеас и Константинос Сарос.